# День Хамелеона
«День Хамелеона» — тринадцята, заключна серія першого сезону мультсеріалу "Людина-павук" 1994 року. Серія отримала нагороду "Енні" за досягнення у сфері написання сюжету.

## Сюжет
Пітер Паркер разом з Джоною Джеймсоном випадково потрапляє на повітряну базу організації "ЗАХИСТ", де дізнається про Хамелеона — шпигуна, який може змінювати зовнішність. Хамелеон отримав секретне завдання зірвати пропозицію укладення миру між двома ворогуючими державами. Джона Джеймсон погоджується повідомити Нікові Фьюрі, якщо помітить щось дивне.  А Людина-павук намагається допомогти Нікові Фьюрі, але спочатку йому потрібно очистити своє ім'я, адже його підставив Хамелеон.

## У ролях
- Крістофер Деніел Барнс — Пітер Паркер/Людина-павук
- Сара Баллантайн — Мері Джейн Ватсон
- Едвард Еснер — Джона Джеймсон
- Родні Сальсберрі — Джо "Роббі" Робертсон
- Нелл Картер — Глорі Грант
- Філіп Ебботт — Нік Фьюрі
- Рейчел Девіс — Агент 1
- Лоіс Неттлтон — Нора